# مادلین کارول (بازیگر، زاده ۱۹۰۶)
مادلین کارول (انگلیسی: Madeleine Carroll؛ ‏ ۲۶ فوریهٔ ۱۹۰۶ – ۲ اکتبر ۱۹۸۷) بازیگر اهل بریتانیا بود.
از فیلم‌ها یا برنامه‌های تلویزیونی که وی در آن نقش داشته‌است، می‌توان به ۳۹ پله، مامور مخفی و شبی در لیسبون اشاره کرد.
وی همچنین برنده جوایزی همچون لژیون دونور شده‌است.

## مرگ
کارول در 2 اکتبر 1987 در سن 81 سالگی در ماربلا، اسپانیا بر اثر سرطان لوزالمعده درگذشت و در گورستان سنت آنتونی د کالونژ در کاتالونیا به خاک سپرده شد.